# John Culver
John Chester Culver (Rochester, 8 agosto 1932 – Washington, 26 dicembre 2018) è stato un politico statunitense, senatore per lo stato dell'Iowa dal 1975 al 1981 e in precedenza membro della Camera dei Rappresentanti per lo stesso stato dal 1965 al 1975. Membro del Partito Democratico, era il padre di Chet, anche lui politico.

## Biografia
John Culver nasce a Rochester, in Minnesota, figlio di Mary Miller e di William Culver, e cresce a Cedar Rapids, in Iowa.
Successivamente studia ad Harvard, dove conosce anche il futuro collega di partito e al Senato Ted Kennedy, dato che sia Culver che Kennedy giocano nella squadra di football di Harvard, nella quale Culver gioca come fullback. Successivamente, Culver gioca nei Chicago Cardinals, partecipando al draft NFL 1954,  mentre poi decide di studiare all'Emmanuel College a Cambridge, terminando la carriera sportiva da giocatore di football.
Culver inoltre presta servizio nei Marines dal 1955 al 1958, assumendo il grado di capitano, mentre nel 1978 viene inserito nella Harvard Football Hall of Fame.

## Carriera politica
Culver iniziò ad avvicinarsi alla vita politica quando nel 1962 viene assunto dall'amico Ted Kennedy come suo assistente, mentre nel 1963 Culver inizia l'attività di avvocato. 

### Membro della Camera dei Rappresentanti per lo Stato dell'Iowa (1965-1975)
Culver entra formalmente nella carriera politica nel 1964, quando si iscrive al Partito Democratico e si candida per il seggio 2 dell'Iowa della Camera dei Rappresentanti degli Stati Uniti d'America, fino a quel momento occupato dal repubblicano James Bromwell. Culver vince le elezioni, in contemporanea all'onda blu dei democratici nelle presidenziali dello stesso anno, in cui il Presidente Lyndon Johnson sconfigge Barry Goldwater.
Culver rimane rappresentante per 10 anni, dal 1965 al 1975.

### Senatore degli Stati Uniti d'America per lo Stato dell'Iowa (1975-1981)
Nel 1974, Culver si candida al Senato, sconfiggendo di misura Davis Stanley con il 50,02% dei voti per il seggio lasciato vacante dal pensionamento di Harold E. Hughes . Culver rimane per un mandato al Senato, dal 1975 al 1981. Con la vittoria nazionale di Ronald Reagan come Presidente nel 1980, Culver viene sconfitto nel 1980 dal repubblicano Chuck Grassley, ottenendo il 45,5% dei voti contro il 53,5% di Grassley.

## Attività successive
Nel 2000, Culver ha partecipato come coautore alla stesura della biografia "American Dreamer", che racconta del politico Henry A. Wallace, mentre il 18 agosto 2009 Culver ha parlato al servizio funebre dell'amico e collega Ted Kennedy.
Successivamente, fino al 31 gennaio 2011, Culver è stato direttore ad interim dell'Institute of Politics presso la John F. Kennedy School of Government presso l'Università di Harvard. Gli è succeduto l'ex Segretario di Stato del Kentucky Trey Grayson . Culver è rimasto nel consiglio dei consulenti come direttore emerito.

## Vita privata
John Culver è stato sposato con Ann Cooper, da cui ha avuto 5 figli, tra cui Chet, che ha ricoperto numerosi incarichi politici: Segretario di Stato dell'Iowa, Governatore dell'Iowa e ad oggi membro dell'Autorità Federale per i Prestiti Agricoli, nominato dai Presidenti Obama e Biden.
Culver è deceduto il 26 dicembre 2018, all'età di 86 anni, poco tempo dopo aver smesso di collaborare come avvocato nello studio Arent Fox a Washington D.C.